# Pleohroizem
Pleohroizem ali mnogobarvitost (tudi polihroizem) (ime je sestavljeno iz dveh grških besed πλέων (več) in χρῶμα (barva)) je optični pojav pri katerem se pojavijo različne barve v posameznih zrnih minerala, če jih opazujemo pod različnimi koti. Pri tem pa na mineral pada bela nepolarizirana svetloba. Podobno se spreminjajo barve posameznih zrnc minerala, ki ga vrtimo v polarizirani svetlobi. Na mineral pa pri tem pada bela svetloba. Pojav je viden na prozornih in na neprozornih zrncih mineralov, ki so anizotropni. Izotropni minerali nikoli ne kažejo pleohroizma. Vzrok je v različnih stopnjah absorbije za različne smeri polarizacije svetlobe. Pleohroizem se pojavlja v mineralih, ki kažejo tudi dvolomnost
Primeri : 
- aleksandrit (berilijev aluminat, BeAl2O4)
- anataz (oblika titanovega dioksida)
- apatit (skupina fosfatnih mineralov)
- badelejit (cirkonijev oksid)
- turmalin (silikatni mineral z aluminijem, magnezijem, natrijem, kalijem in litijem).
- dioptaz (bakrov silikat, CuSiO3•H2O)
- korund (aluminijev oksid, Al2O3)
- topaz (aluminijev silikat, Al2[SiO4](F,OH)2)
- cirkon (cirkonijev silikat, ZrSiO4)

itd.
Posamezna zrnca mineralov se lahko vidijo 
- v dveh barvah - dvobarvnost (pojav imenujemo jo dihroizem). Takšni minerali imajo heksagonalno ali trigonalno ali tetragonalno kristalno strukturo [1].
- v treh barvah - trobarvnost (pojav imenujemo ga trihroizem). Minerali te vrste so ortorombsko ali monoklinsko ali triklinsko kristalno strukturo.

## Uporaba
Minerali, ki kažejo pleohroizem so primerni za izdelavo polarizacijskih filtrov.
Pleohroizem je tudi izredno uporaben pojav, ki se uporablja za identifikacijo mineralov.